# Гольонша-Дольна
Гольонша-Дольна (пол. Goląsza Dolna) — село в Польщі, у гміні Псари Бендзинського повіту Сілезького воєводства.
Населення — 269 осіб (2011).
У 1975-1998 роках село належало до Катовицького воєводства.

## Демографія
Демографічна структура станом на 31 березня 2011 року:
|          | Загалом | Допрацездатний вік | Працездатний вік | Постпрацездатний вік |
| -------- | ------- | ------------------ | ---------------- | -------------------- |
| Чоловіки | 120     | 22                 | 81               | 17                   |
| Жінки    | 149     | 25                 | 80               | 44                   |
| Разом    | 269     | 47                 | 161              | 61                   |